# 1975 год в телевидении
Список 1975 год в телевидении описывает события в мире телевидения, произошедшие в 1975 году.

## События

### Январь
- 2 января — Вышел на экраны музыкальный фильм «Три дня в Москве».
- 4 января — Вышла в эфир передача «АБВГДейка».
- 8 января — Вышел на экраны фильм «Рассказы о Кешке и его друзьях».
- 24 января — Бенефис Сергея Мартинсона.

### Июль
- 4 июля — Вышла в эфир церемония вручения премии «Золотой Орфей», где Алла Пугачёва заняла 1-е место с песней Арлекино.

### Сентябрь
- 4 сентября — Вышла в эфир сезонная интеллектуальная телеигра «Что? Где? Когда?».
- 9 сентября — Начало вещания болгарской «Второй программы на БНТ».
- 26 сентября — Бенефис Ларисы Голубкиной.

### Декабрь
- 26 декабря — Вышел на экраны фильм «Здравствуйте, я ваша тётя».

### Без точных дат
- Август — Вышла в эфир информационная программа «Содружество».
- Вышла в эфир передача «Радуга».

## Родились
- 22 января — Алексей Филановский — ТВ-знаток (Своя игра) и историк[1].
- 22 февраля — Евгений Кандаков — ТВ-знаток (Своя игра) и радиожурналист[2].
- 11 марта — Елена Медовникова, ТВ-ведущая
- 16 мая — Александр Пушной, ТВ-ведущий и музыкант.
- 12 октября — Дмитрий Белявский — ТВ-знаток (Своя игра), Финалист XII и XIII циклов «Золотой дюжины» (2000), Чемпион Кубка Вызова 3 (в составе команды гроссмейстеров) (2002) – 10 побед, а также программист[3].
- 10 ноября — Тина Канделаки, ТВ-ведущая (Времечко, Я знаю всё!, Самый умный) и ТВ-журналистка.